# Robert McVey
Robert McVey est un joueur américain de hockey sur glace né le 14 mars 1936 à Hartford (Connecticut).

## Biographie
Lors des Jeux olympiques d'hiver de 1960, il remporte la médaille d'or avec l'équipe des États-Unis.